# 國立長春大學
國立長春大學是1946年10月中华民国国民政府接收了在长春的“建国大学”、“大同学院”、“新京医科大学”、“新京工业大学”、“新京法政大學”、“新京畜产兽医大学”等原满洲国高等教育機關，合并组建而成，归教育部管辖。国立长春大学成立时有2700多名学生，主要是收编了满洲国时期14所高等院校的部分在校生，少数是招考和转学来的学生以及国军青年远征军（208师）的退伍复学学生。国立长春大学以长春原满洲国部分高等院校和原满洲国政府的一些宿舍作为校舍，十分分散。它下设文、理、法、医、农、工6个学院，23个系，1个专修科。
由于东北战局的恶化，国立长春大学校长黄如今于1948年策划迁校北平而未果，学校最终解体。其文、理、法三个学院后来并入中国共产党领导的东北大学（今东北师范大学）；医学院分离出来，后并入解放军军医大学（今吉林大学白求恩医学部）；农学院并入沈阳农学院（今沈阳农业大学）；工学院并入沈阳工学院（今东北大学）。
1987年，经国家教委批准，原吉林科技大学、长春职业大学（联合大学）、吉林机电高等专科学校、长春外国语专科学校合并，组建了新的长春大学。